# دحضاء
الدحضاء (الاسم العلمي: elenchus)، جنس حشرات من فصيلة الدحضيات.